# Famessasso
Famessasso é uma vila e sede da comuna rural de Iognogo, na circunscrição de Cutiala, na região de Sicasso ao sul do Mali.